# 欣女星
欣女星（83 Beatrix）是第83颗被人类发现的小行星，于1865年4月26日发现。欣女星的直径为81.4千米，质量为5.6×1017千克，公转周期为1385.035天。
欣女星以義大利詩人但丁的愛人貝緹麗彩·坡提納里命名。